# 노나카 아이
노나카 아이(野中 藍, 1981년 6월 8일 ~ )는 일본 후쿠오카현 출신의 여성 성우이다. 원피스에서 단역으로 데뷔하였으며 현재 아오니 프로덕션에 소속되어 있다.

## 출연작
주역, 혹은 작중으로 주요한 캐릭터에 대해서는 굵은 글씨로 표기했다.

### TV 애니메이션
2000년
- ONE PIECE(이름없는 단역)

2002년
- 아침 안개의 무녀 (여자 학생)
- 근육맨II세 (케이코, 텔리·더·키드 (소년기) #12)
- 플라토닉 체인 (카구라 리카)

2003년
- R.O.D -THE TV-(시그노 토우코)
- 우주의 스텔비아(카타세 시마)※첫 주연작
- 카레이도 스타(여동생)
- 병속의 요정 (호로로)
- 보보보-보 보-보보(뷰티)
- 에어 마스터(아야카)

2004년
- 학원 앨리스(오가사와라 노노코)
- 신무월의 무녀(네코코)
- 킨니쿠맨II세 ULTIMATE MUSCLE (케이코)
- 선생님의 시간(호리 하토코)

2005년
- 아따신지 (미캉의 옛날의 친구)
- AIR (소녀)
- 가이킹 LEGEND OF DAIKU-MARYU (시온)
- 카미츄!(사에구사 미코)
- 크레용 신짱(소녀)
- JINKI:EXTEND(카와모토 사츠키)
- 마법선생 네기마(코노에 코노카)
- 파니포니대쉬(이치죠, 이치죠 동생)

2006년
- 근육맨II세 ULTIMATE MUSCLE2 (케이코)
- 제비뽑기♥언밸런스 (아키야마 토키노)
- The Third~푸른 눈동자의 소녀~ (메리)
- 주광의 스트레인 (에미리, 라비니아·리베르스)
- 그것 가라!호빵맨 (카나에 호시)
- 네기마!? (코노에 코노카) - 제5이야기의 부제제자와 제공 일러스트도 담당
- 빙쵸-탄 (빙쵸-탄)
- 포근 포근 숲의 라스칼 (리루루)
- 유메 츠카이 (유미)

2007년
- 학원 유토피아 마나비 스트레이트! (이나모리 미카)
- CLANNAD -클라나드-(이부키 후코)
- 크레용 신짱 (여자 아이 #592)
- 게게게의 키타로(제5작)(사토미 #19, 잠비아 #32·33·46·59·68·73·87·94·95)
- 안녕 절망 선생 (후우라 카후카 (P.N))
- 사르겟츄 ~온에어-~ 2nd(사야카 #13)
- 도라에몽 (도라먀코)
- 닌타마 란타로 (나오미 제15기)
- BLUE DROP ~천사들의 희곡~ (스즈키 후타바)
- 무시우타 (호리우치 아이리/“C”)

2008년
- RD잠뇌조사실(유키노)
- 크레용 신짱 (마코 ※제635화)
- 케메코 델럭스! (카미요 유키나)
- 속 안녕 절망선생(후우라 카후카 (P.N), 옆집 여대생, 츠네츠키 마토이 #6, 이토시키 노조무 #6)
- 토라도라!(키하라 마야)
- 일벌레 키즈 마이스터 햄스터즈(카스미 #17)
- 비밀~The Top Secret~(아마치 나나코)

2009년
- 아수라크라잉 (타카츠키 카나데)
- 아수라크라잉2 (타카츠키 카나데)
- CLANNAD〜AFTER STORY〜(이부키 후코)
- 참 안녕 절망선생 (후우라 카후카 (P.N), 옆건물의 1학년생)
- 신곡주계 폴리포니카 크림슨S (미젤드리트)
- 우주를 달리는 소녀(시시도 이모코(이모짱))
- 날아라!앙팡맨(반딧불 공주)
- 치킨톤 (코코)
- 도쿄 메그니튜드8.0(카와사키 사이)
- 여름의 아라시!(후시미 야요이)
- 여름의 아라시!〜공간이동〜(후시미 야요이)
- 네기파스의 아사타로(꽃)
- 알기 쉬운 현대마법 (모리시타 코요미)

2010년
- 누이와 동생이야기 (성냥팔이소녀)
- 싸우는 사서 The Book of Bantorra (체코리)
- 신만이 아는 세계 (도서위원장)

2011년
- 마법소녀 마도카☆마기카 (사쿠라 쿄코)
- 전파녀와 청춘남 (토와 메메)
- 은혼 (친 피라코)

2012년
- Another (사쿠라기 유카리)
- 리틀 버스터즈! (와타나베 사키코)
- 사키 아치가편 (후쿠요 코코)
- 극장판 마법소녀 마도카☆마기카 (사쿠라 쿄코)

2013년
- 사사미양@노력하지 않아 - 야가미 타마
- 내가 인기 없는 건 아무리 생각해도 너희들 탓이야! (이마에 메구미)
- 마법소녀 마도카☆마기카 반역의 이야기 (사쿠라 쿄코)

2014년
- 사키 전국편 (후쿠요 코코)
- 아마기 브릴리언트 파크 (티라미)
- 로봇 걸즈 Z (고오곤 대공)
- 행복 그래피티 (마치코 아키라)

### OVA
2005년
- 이리야의 하늘, UFO의 여름(이리야 카나)

2006년
- 네기마?! 봄 스페셜(코노에 코노카)
- 네기마?! 여름 스페셜(코노에 코노카)

2008년
- 속 안녕 절망선생(후우라 카후카(P.N))
- 절대충격 ~Platonic Heart~(카즈키 미코)

2009년
- 참 안녕 절망선생 번외지(후우라 카후카(P.N))

2012년
- 명탐정 코난 OVA 엑스칼리버의 기적 (미나에)

### 게임
2003년
- The King of Fighters EX(쿠로사키 미우)

2004년
- 샤이닝 티어즈(마오)

2007년
- 샤이닝 윈드(마오)

2008년
- 루미너스 아크2 윌(루나루나)

2009년
- 드래곤 네스트(일본어판) (워리어)

2011년
- 진삼국무쌍6 (포삼랑)

2012년
- 용과 같이 5 (오오사와 아즈사)

2014년
- 영웅전설 섬의궤적II (토와 허셜)

2015년
- Dead or Alive 5 Last Round (호노카)

2017년
- 소녀전선  (HK416)

### 라디오
- 라디오닷아이 노나카 아이의 닷아이아이 (분카방송/인터넷 라디오, 2001년)
- 라디오의 스텔비아 (분카방송, 2003년 - 2004년)
- 칸다상☆아이퐁의 네기마호라디오 - 칸다 아케미와 공동진행. (인터넷 라디오, 2004년 - 2009년)
- 라리루레 일요일 (라디오 칸사이, 2005년 - )
- 쿠지언라디오 릿쿄인 학교 학생회 - 코시미즈 아미와 공동진행. (인터넷 라디오, 2006년 7월 6일 - 12월 28일)
- 아수라크라잉 카미라디오! - 이리노 미유와 공동진행. (인터넷 라디오, 2009년 5월 8일 - 12월 24일)
- 라디오 강좌 알기 쉬운 현대마법 제1 - 나바타메 히토미와 공동진행. (인터넷 라디오, 2009년 5월 8일 - 12월 25일)